# Gentlemen's agreement
Gentlemen's agreement är en överenskommelse (avtal) utan skriftlig bekräftelse och som bygger på ömsesidigt förtroende mellan två eller flera parter. Kärnan i en informell överenskommelse är att det bygger på parternas heder och skiljer sig från ett juridiskt bindande avtal eller kontrakt. Uttrycket finns i brittiska parlaments register från 1821 och i Massachusetts offentliga register från 1835.